# Muraenesox bagio
Cá lạt thường (Danh pháp khoa học: Muraenesox bagio) là một loài cá lạt trong họ Muraenesocidae thuộc bộ cá chình Anguilliformes, sinh sống trong vùng biển Nhật Bản xuống tới Bắc Úc Châu. Chúng sinh sống phổ biến ở Đông Nam Á và nước Úc.

## Đặc điểm
Chúng là loài cá biển cỡ lớn với chiều dài trung bình 1,8m. Một con trưởng thành có kích thước trung bình 1,8 mét, dài hơn một người lớn. Thân và đầu màu xám nhạt, trong chúng giống sinh vật mõm cá sấu mình lươn, chúng luôn săn mồi ở độ sâu lớn, ăn cá và loài giáp xác dưới đáy biển. Cá lạt là loài hoạt động về đêm.
Cá lạt có thể tỏ ra rất hung dữ trước con người. Chúng có những cơ bắp vô cùng chắc khỏe và hàm răng sẵn sàng gây sát thương, loài cá lạt thường được đánh bắt bằng lưới. Đôi khi, chúng vô tình bị kéo lên tàu và hay cắn người đánh bắt để tự vệ.
Từng có sự kiện một con cá lạt thường bị chết dạt vào bờ biển Australia. Xác sinh vật biển to lớn dạt vào bờ New South Wales, Australia, cái xác dài khoảng 1,4 mét khiến những người bắt gặp bối rối và sợ hãi, nhưng con cá lạt chết do quá già. Xem xét kích thước của con vật thì thấy rằng nó đã trưởng thành và nhiều khả năng chết vì nguyên nhân tự nhiên.